# Birgit Mock

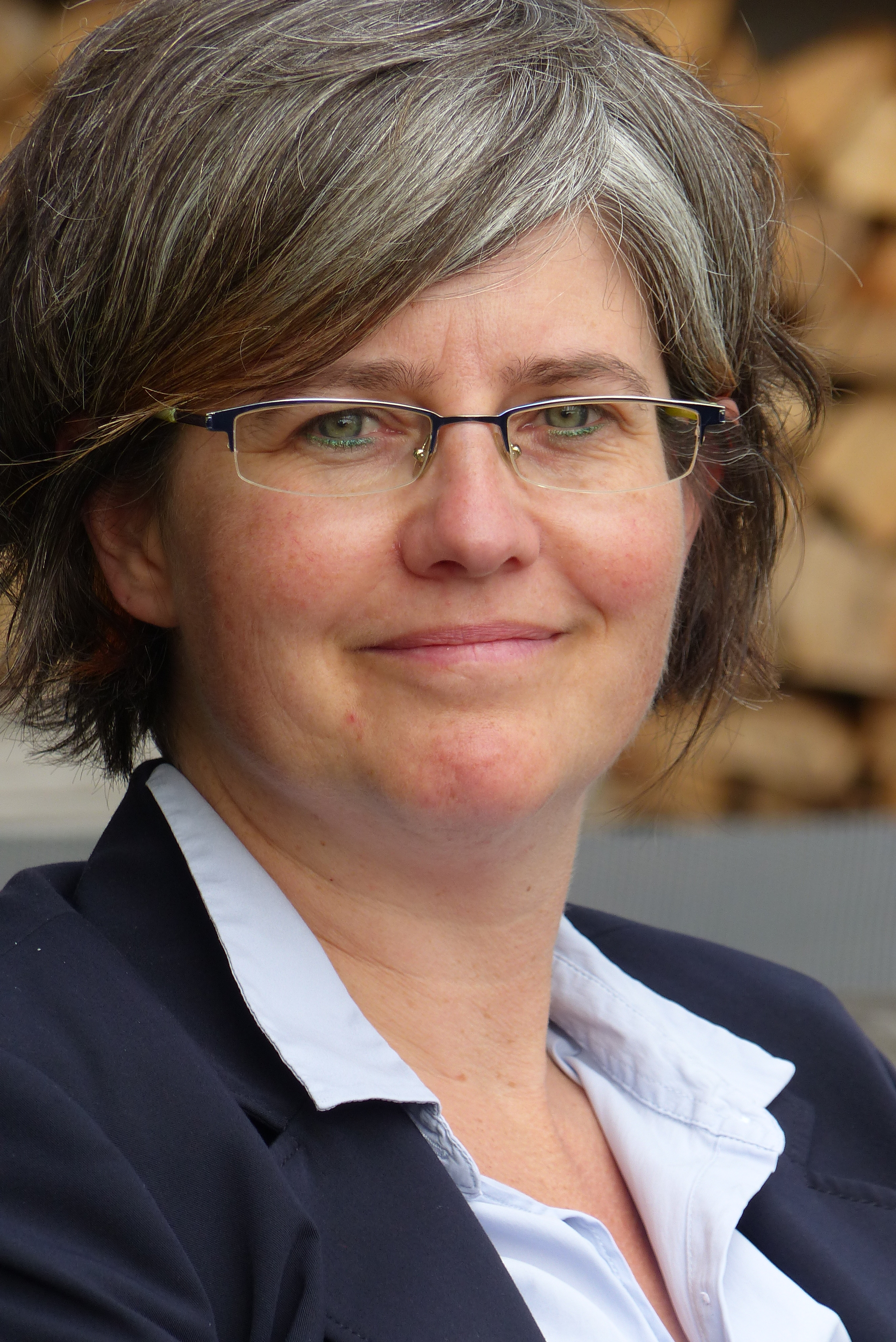
Birgit Mock, 2016

Birgit Mock (* 8. April 1970 in Aachen) ist eine deutsche Naturwissenschaftlerin und Organisationsentwicklerin. Sie ist seit 2004 Geschäftsführerin des Hildegardis-Vereins, seit 2021 Vizepräsidentin des Zentralkomitees der Deutschen Katholiken und war Vorsitzende des Synodal-Forums IV des Synodalen Weges in Deutschland.

## Leben
Birgit Mock wuchs in Aachen-Laurensberg auf und besuchte das dortige Anne-Frank-Gymnasium. Nach dem Abitur studierte sie Ökotrophologie an der Rheinischen Friedrich-Wilhelms-Universität Bonn und schloss dieses 1996 mit dem Diplom ab.
Berufliche Stationen von Mock waren der Katholische Deutsche Frauenbund und der Exposure- und Dialog-Programme e. V. In diesem Rahmen organisierte sie das erste Exposure-Programm zum Thema „Raiffeisen“ mit albanischen Genossenschaften im Dreiländereck Deutschland-Frankreich-Schweiz. Freiberuflich war Mock für den Bergmoser & Höller Verlag tätig und für das Katholisch Soziale Institut, u. a. mit der Konzeption einer Simulation für klimafreundliche Stromrahmenverträge für kirchliche Träger. Von 2000 bis 2004 arbeitete sie als Projektleiterin und Pressesprecherin beim Bundesverband donum vitae e. V. Seit 2004 ist Mock Geschäftsführerin des Hildegardis-Vereins.
Birgit Mock ist verheiratet, Mutter von zwei erwachsenen Kindern und Großmutter und lebt in Neuwied am Rhein.

## Ehrenamtliches Engagement

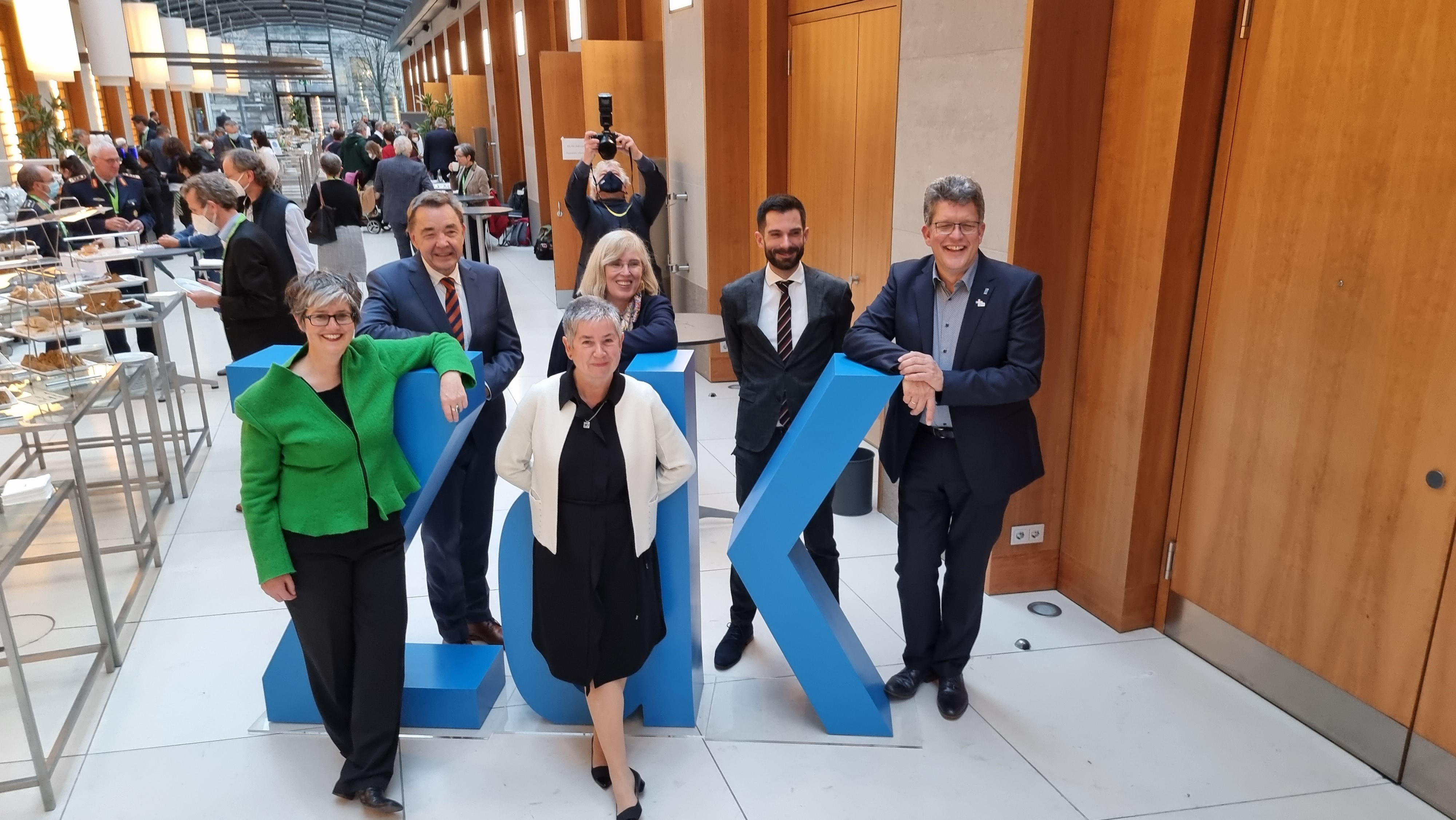
Das Präsidium des ZdK 2021: Birgit Mock, Thomas Söding, Präsidentin Irme Stetter-Karp, Claudia Nothelle, Generalsekretär Marc Frings und Wolfgang Klose

Von 2003 bis 2021 gehörte Mock dem Bundesvorstand des Katholischen Deutschen Frauenbundes an und war von 2011 bis 2021 dessen Vizepräsidentin. Zu den Zuständigkeitsbereichen von Mock im Vorstand zählten Fragen der Bioethik und Familienpolitik und des kirchlichen Dialogprozesses.
Am 19. November 2021 wurde Birgit Mock zur Vizepräsidentin des Zentralkomitees der deutschen Katholiken (ZdK) gewählt, eines Zusammenschlusses von Vertretern katholischer Laienverbände und -institutionen. Sie verantwortet dort insbesondere kirchenpolitische und gesellschaftspolitische Positionierungen (u. a. Fragen der Bioethik). In ihrer Amtszeit als familienpolitische Sprecherin des ZdKs (2013–2021) unterstützte Mock das Konzept der „Atmenden Lebensläufe“ und äußerte sich mehrfach zu Fragen der Zeitpolitik, u. a. im Magazin der Deutschen Gesellschaft für Zeitpolitik.
Im Synodalen Weg leitete Mock zusammen mit Bischof Helmut Dieser das Synodalforum IV „Leben in gelingenden Beziehungen“. Zu den beschlussfassenden Synodalversammlungen hat ihr Forum Beschlussvorlagen zur Änderung der kirchlichen Grundordnung, zur Änderung des Weltkatechismus in Bezug auf Homosexualität, zum Umgang mit geschlechtlicher Vielfalt und zu Segensfeiern für Paare, die sich lieben vorgelegt. 2024 erschien von ihr im Bonifatiusverlag die Publikation „Radikal Menschlich. Von Brüchen und Aufbrüchen in der Kirche“. In dieser verbindet Mock Erfahrungen aus dem synodalen Weg mit ihrem gesellschaftspolitischen Einsatz als politische Christin.

## Publikationen (Auswahl)
- Leitungserfahrungen im Hildegardis-Verein. In: ThPQ 2.2025, Verlag Friedrich Pustet, S. 171–173.
- Radikal menschlich. Von Brüchen und Aufbrüchen in der Kirche. Bonifatius-Verlag 2024, ISBN 978-3-98790-041-9
- Von Gott geschaffen und geliebt. In: Konradsblatt; 28-2022, S. 18f.
- Vielfalt als Teil des Schöpfungsplans. In: Land aktiv 5/2022, S. 10f.
- Soll Abtreibung eine Straftat bleiben? Ein Meinungsbeitrag zur Befürwortung. Kölner Stadtanzeiger, 22. Januar 2022, S. 13.
- Segen schenken. In: Johannemann, Hendrik, Gräve, Mirjam, Klein, Mara: katholisch und queer. Bonifatius-Verlag 2021.
- mit Inga Markert: Atmende Lebensläufe für eine Familienpolitik der Zukunft. In: Zeitpolitik im/in Betrieb. Zeitpolitisches Magazin; Deutsche Gesellschaft für Zeitpolitik; 2021; S. 25–27
- Eleanore und Gertrud – Von Hoffnungen und Aufbrüchen. In: feinschwarz.net vom 14. Juli 2020[9]
- Die gleiche und unverfügbare Würde. In: Gemeinde creativ. August 2020.
- Paare.Riten.Kirche – eine Rezension. In: feinschwarz.net vom 10. Dezember 2020[10]
- mit Agathe Lukassek, Alexandra Schmitz: Frauen in Führung. In: Lebendige Seelsorge; 2020; S. 225–228
- Mit dem Segen der Kirche? – Gleichgeschlechtliche Partnerschaft im Fokus der Pastoral; Stephan Loos/Michael Reitemeyer/Georg Trettin (Hg.); Herder Verlag; 2019; S. 117–125
- Politik der Stärkenorientierung. In: feinschwarz.net vom 17. Mai 2018[11]
- Birgit Mock, Andrea Qualbrink: Kirche im Mentoring – Frauen steigen auf. In: Lebendige Seelsorge; 2017; S. 37–41
- Familienpolitik als Seismograph vor der Bundestagswahl; Hg. ZdK Salzkörner, Jg. 23 Nr. 1, 2017
- mit Monika Treber: Empfehlungen für eine gendergerechte inklusive Hochschule. In: Biographien (mit-)teilen. Hg. Mechthild Bereswill, Johanna Zühlke, Kassel University Press 2016, S. 187–195
- In gemeinsamer Verantwortung. In: Osservatore Romano, April 2016.
- Lebensweg inklusive: KompetenzTandems für Studentinnen mit und ohne Behinderung 2013–2016; Projektdokumentation Bildung verleiht Flügel (Seite 10–12)
- Türen öffnen – Wege ebnen: Das bundesweit erste Mentoring-Programm für Studentinnen mit Behinderung 2008–2012; Projektdokumentation; Erkenntnisse aus dem Projekt (Seite 38–41)[12]
- mit Karl Osner, Shila Monasterios: Zukunftsfähigkeit kleinbäuerlicher Betriebe: Entwicklung hat ein Gesicht bekommen; Band 11; Schriftenreihe Gerechtigkeit und Frieden der Deutschen Kommission Justitia et Pax, Arbeitspapier 94; 2001
- mit Margot Papenheim, Eva M. Welskop-Deffaa, Silvia Westendorf: Ab heute für morgen – Frauen auf zukunftsfähigen Wegen, 1997, ISBN 978-3-88916-167-3